# Geoarcheologia

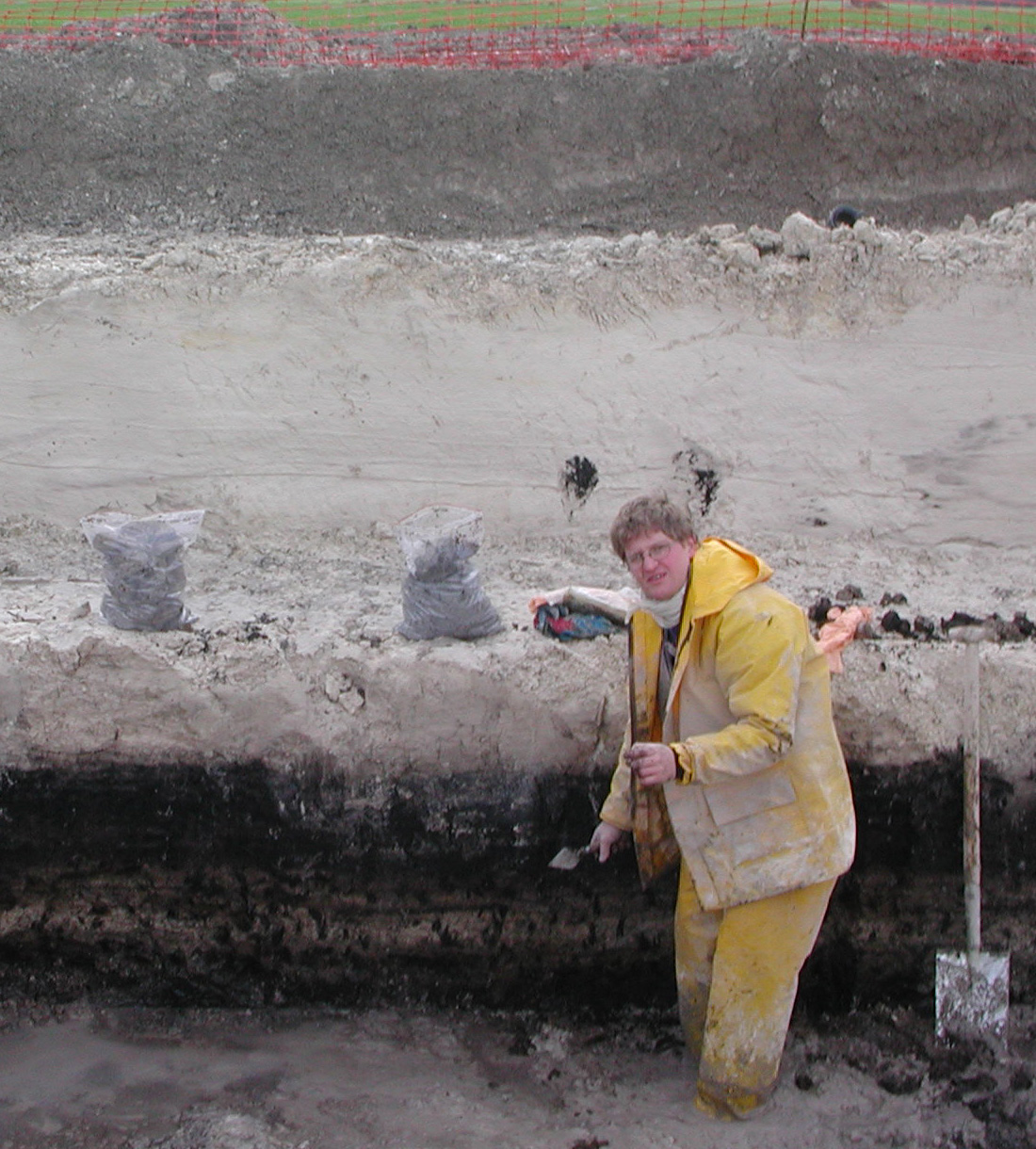

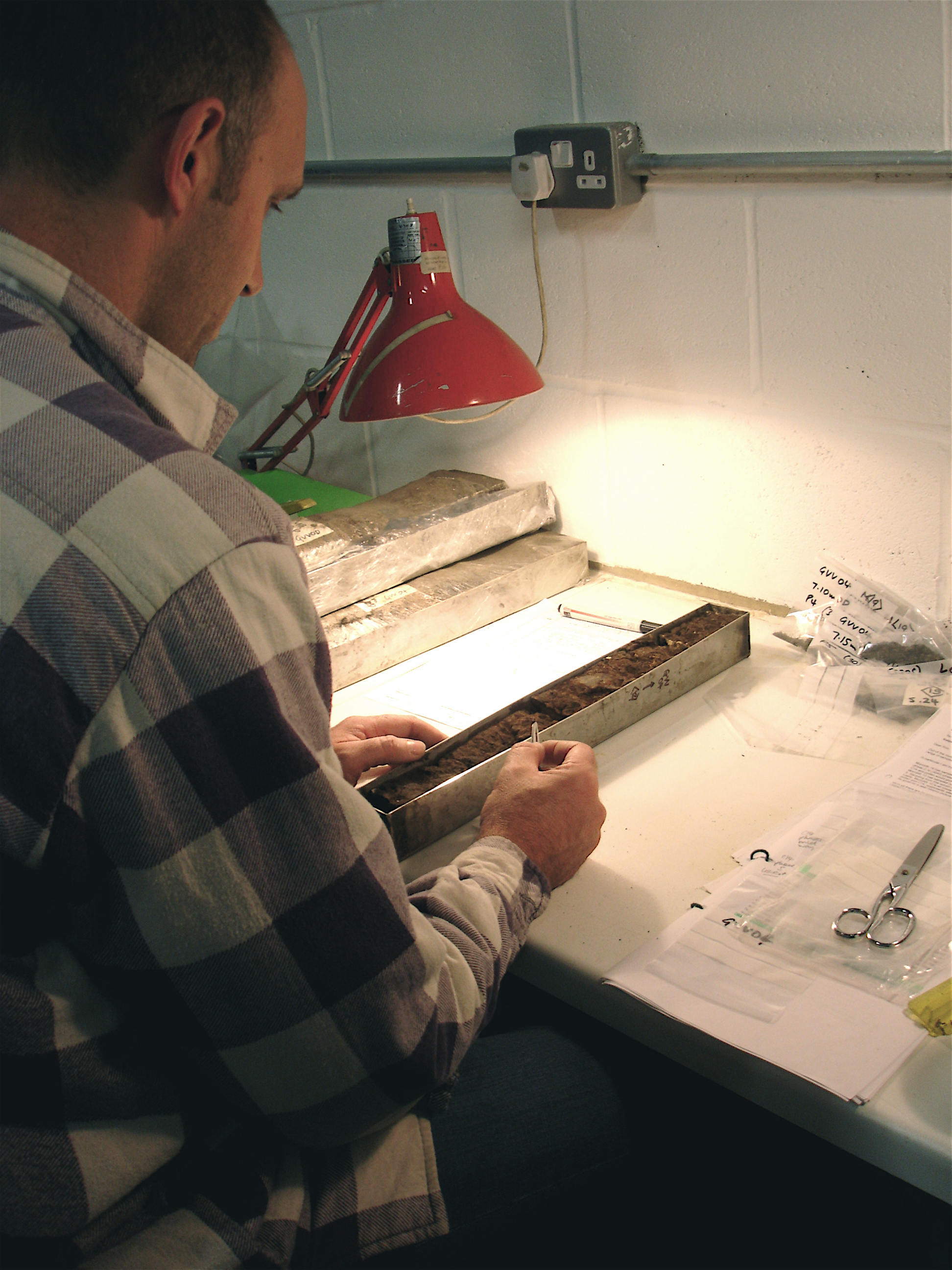
Geoarcheologo disegna una colonna stratigrafica

La geoarcheologia è un metodo di indagine archeologico che si serve dell'ausilio di metodi geologici come la stratigrafia o la geomorfologia.
L'approccio "geoarcheologico" è un approccio di tipo ambientale, ossia cerca di situare il sito archeologico in un contesto più ampio che è quello del territorio in cui il sito è inserito. Si cerca in questo modo di ricostruire non solo la storia materiale e culturale del sito, ma anche quella delle risorse (per esempio idriche) che il territorio offriva.
Inoltre la geoarcheologia è fondamentale per ricostruire gli eventuali motivi geologici dell'abbandono del sito, quali possono essere: frane, alluvioni o terremoti.
La disciplina è volta ad arricchire le conoscenze geologiche del territorio in via di una pianificazione futura dell'uso del suolo.
A differenza di altri "approcci" nello studio di un sito archeologico, qui il terreno che costituisce la zona delimitata e definita come situ viene scavata orizzonte per orizzonte, livello per livello. I reperti vengono raccolti e catalogati per procedere poi in altra sede ad una loro identificazione e ricostruzione.
Esempio di sito archeologico studiato con metodo stratigrafico è la Terramara di Poviglio (RE).